# Strang (Oklahoma)
Strang – miasto w Stanach Zjednoczonych, w stanie Oklahoma, w hrabstwie Mayes.